# Pokupsko
Pokupsko  è un comune della Croazia di 2 492 abitanti della Regione di Zagabria.